# Cibanten
Cibanten is een bestuurslaag in het regentschap Ciamis van de provincie West-Java, Indonesië. Cibanten telt 2899 inwoners (volkstelling 2010).